# Русалонька (франшиза)
«Русалонька» (англ. The Little Mermaid) — американська діснеївська медіафраншиза на основі «Русалоньки», написаної датським поетом Гансом Крістіаном Андерсеном. Успіх однойменного анімаційного фільму 1989 року призвів до появи сиквела, що транслювався відразу на відео, фільму-приквела, спін-офф-серіалу, мюзиклу, кількох відеоігор, атракціонів у тематичних парках тощо.